# 10864 Yamagatashi
10864 Yamagatashi este un asteroid din centura principală de asteroizi.

## Descriere
10864 Yamagatashi este un asteroid din centura principală de asteroizi. A fost descoperit pe 31 august 1995 la Nanyo de Tomimaru Okuni. Asteroidul prezintă o orbită caracterizată de o semiaxă mare de 3,17 ua, o excentricitate de 0,13 și o înclinație de 12,4° în raport cu ecliptica.